# Napoleon: Total War
Napoleon: Total War — глобальна покрокова стратегія з можливістю ведення баталій у реальному часі, розробки Creative Assembly та видавництва Sega для платформ Microsoft Windows і OS X. Реліз відбувся в Північній Америці 23 лютого 2010 року, у Європі 26 лютого. Є шостою частиною серії. Дія гри розгортається в Європі, і на Близькому Сході кінця XVIII-го початку XIX століть. Гравці мають можливість очолити єдину з провідних імперій часів Наполеонівських воєн та, виходячи з власних інтересів, протягом кампанії долати перешкоди на шляху до досягнення мети.
N: TW отримала переважно схвальні відгуки критиків котрі позитивно оцінили візуальні ефекти, сюжети кампаній, а також нові особливості геймплею. У той же час рецензори критично поставилися до слабкого AI, високих, як на рік релізу, системних вимог, і обмежену загальну мапу. Загалом «Наполеон» значною мірою містив схожість на графічно вдосконалену Empire: Total War — свого попередника в серії.
Додаткова піренейська кампанія («Peninsular Campaign») у вигляді DLC була випущена 25 червня 2010 року.

## Фракції
N: TW включає близько тридцяти фракцій, хоча лише невелика їх кількість доступні в однокористувацькому чи мережевому режимі:
- Габсбурзька монархія — кампанії коаліції і мультиплеер (Європа та Італія)
- Британська Імперія — кампанії коаліції і мультиплеер, DLC (Єгипет, Європа і Peninsular Campaign)
- Французька республіка — режим історії, мультиплеер, DLC (Італія, Єгипет, Європа і Peninsular Campaign)
- Пруссія — кампанії коаліції і мультиплеер (Європа)
- Російська імперія — кампанії коаліції і мультиплеер (Європа)
- Османська імперія — мультиплеер
- Португалія — мультиплеер (Peninsular Campaign)
- Іспанія[en] — мультиплеер (Peninsular Campaign).